# Marisa Mori
Marisa Luisa Lurini, nota come Marisa Mori (Firenze, 9 marzo 1900 – Firenze, 6 febbraio 1985), è stata una pittrice italiana.

## Biografia
Lontana discendente dello scultore Gian Lorenzo Bernini, si trasferì a Torino nel 1918, dove si sposò con Mario Mori e fu allieva di Felice Casorati, divenendone più tardi assistente. In quegli anni intraprese pure l'attività espositiva.
Dal 1931 entrò in contatto con esponenti del movimento Futurista e ritornò per motivi personali a Firenze. Partecipò attivamente alle iniziative del «secondo futurismo», aderendo al programma dell'aeropittura. Dopo la promulgazione delle leggi razziali nel 1938, da lei condannate, iniziò il suo progressivo distacco dai gruppi futuristi. Inoltre ospitò e fece rifugiare, così facendo la celebre Rita Levi Montalcini e la sua famiglia in Via Cavour, in quanto la sorella gemella di Rita, Paola (amica di Marisa) era a sua volta allieva di Felice Casorati.
Dopo il periodo bellico ritornò alla pittura figurativa seguitando a studiare, a frequentare l'Accademia di belle arti di Firenze e associazioni culturali come il Circolo Culturale Lyceum e la Fidapa (Federazione italiana donne arti professioni e affari) e ad esporre in diverse mostre collettive.